# 福島市清水学習センター
福島市清水学習センター（ふくしまし しみずがくしゅうセンター）は、福島県福島市にある生涯学習施設である。

## 概要
福島市学習センター条例に基づき設置された学習センターの一つであり、本館が福島市清水地区東部の御山に、分館が中央部の南沢又の福島市立清水小学校の一角に位置する。平屋建ての本館と地上2階建ての分館、分館のさらに分館である「ゆうがく（遊学）館」での3棟で構成されている。分館はもともと福島市清水公民館として利用されており、のちに現在の本館が新築され、清水地区の住民の生涯学習の拠点として利用されてきた。

## 施設
本館1階
- 図書室（福島市立図書館分館）
  - こどもののひろば
- 多目的ホール
- 視聴覚室
- 和室1・2
- 調理実習室
- 研修室
- 工芸室
- 軽運動室

分館1階
- 講義室
- 中和室
- 調理実習室
- 図書室（福島市立図書館分館）

分館2階
- ホール
- 和室
- 屋上

ゆうがく館
- 第1・2講義室

## 沿革
- 1951年10月 - 福島市公民館の分館として御山公民館が開設される。
- 1971年3月 - 福島市清水公民館として現在の分館が開館する。
- 1997年4月 - 福島市清水学習センター（現在の本館）が開館する。
- 2005年4月 - 福島市公民館条例が廃止され福島市学習センター条例が施行される。これにより従来の福島市清水公民館が福島市清水学習センター分館へ改称される。

## 開館
- 開館時間 - 午前9時～午後9時（未登録団体の分館専用使用は午後5時45分まで）
- 休館日 - 毎週火曜日、国民の祝日、12月29日から翌年1月3日まで

## アクセス
- JR福島駅より福島交通バスイオン福島線清水学習センター前停留所より徒歩0分

## 周辺
本館
- 松川
  - 松川運動公園
- 福島市立御山小学校
- JR東北本線
- 国道13号福島西道路清水大橋

分館
- 松川
  - 清水ヶ丘運動公園
- 福島市立清水小学校
  - 清水村道路元標
- 国道13号福島西道路泉高架橋
- 福島県道3号福島飯坂線上松川橋
- 福島交通飯坂線泉駅